# Acraea carmentis
Acraea carmentis är en fjärilsart som beskrevs av Doubleday 1847. Acraea carmentis ingår i släktet Acraea och familjen praktfjärilar. Inga underarter finns listade i Catalogue of Life.